# 안용중학교
안용중학교(安龍中學校)는 대한민국 경기도 화성시 송산동에 있는 사립 중학교이다.

## 학교 연혁
- 1955년 5월 16일 : 안용성인학교 개설 (설립자 한정혁 경위)
- 1963년 6월 10일 : 안용고등공민학교 인가(설립자 차학근 선생)
- 1969년 1월 13일 : 학교법인 안용학원 설립인가(초대 민후식 이사장 취임)
- 1969년 2월 28일 : 안용중학교 3학급 인가 (초대 차학근 교장 취임)
- 1970년 12월 12일 : 교사신축 1,729m2 준공
- 1981년 9월 16일 : 신축교사 증축 514m2 준공
- 2012년 4월 22일 : 본관 리모델링 사업 완공
- 2012년 5월 1일 : 학교급식시설 개축(급식실 및 조리실)
- 2015년 9월 25일 : 운동장 인조잔디구장 준공
- 2021년 1월 7일 : 다목적 체육관 준공
- 2021년 6월 15일 : 제12대 김원근 이사장 취임
- 2023년 6월 1일 : 제4대 김종봉 교장 취임
- 2024년 1월 5일 : 안용중학교 제53회 181명 졸업(12,010명)

## 참고 자료
- 안용중학교 - 한국교육학술정보원 학교알리미